# Massengräber in Velike Lašče
Massengräber entstanden auf dem Gebiet der heutigen Gemeinde Velike Lašče, Slowenien, während des Zweiten Weltkriegs und danach.
Bisher wurden 7 Gräber dokumentiert.

## Massengräber in der Stadt Velike Lašče
- Jamnik-Wald-Massengrab (Grobišče Jamnikov gozd): unbekannte Zahl slowenischer Zivilisten und Soldaten[1]
- Massengrab am Bahnhof (Grobišče nad postajo): unbekannt[2]

## Massengräber außerhalb der Stadt
Weitere Gräber befinden sich in der Umgebung des Hauptortes:

### Bukovec
- Massengrab der italienischen Soldaten (Grobišče italijanskih vojakov): unbekannte Zahl italienischer Soldaten[3]
- Mačkove-Massengrab (Grobišče Mačkovec): 40 slowenische Kriegsgefangene[4]. 2013 Exhumierung und Begräbnis auf dem Friedhof von Begunje pri Cerknici (Cerknica)[5][6]
- Roma-Massengrab (Grobišče Romov): unbekannte Zahl Roma[7]

### Logarij
- Massengrab Oplotje-Höhle (Grobišče Jama Oplotje): unbekannt[8]

### Sekirišče
- Massengrab Pavlin-Schacht (Grobišče Pavlinovo brezno oder Grobišče Brezno Repičnik): unbekannt[9]